# パール様希釈遺伝子
パール様希釈遺伝子（パールようきしゃくいでんし、Pearl gene、Barlink factor）とは、馬の毛色に関連する遺伝子である。この遺伝子は、ホモ接合体の被毛・長毛、皮膚を淡くする効果を持つ。たとえば、この遺伝子をホモで持つと、栗毛馬はアプリコット色に希釈される。
シャンパン様希釈遺伝子に類似するが、劣性遺伝子であり、ヘテロ接合体の見た目は原色毛とほとんど変化がない。ただし、クリーム様希釈遺伝子が共存する場合は、パール様希釈遺伝子がヘテロでも例外的に強い希釈効果が発生する。クリーム様希釈遺伝子とパール様希釈遺伝子がともにヘテロの場合、月毛や河原毛ではなく、非常に薄い色の被毛長毛と皮膚、青または緑色の目を持つ佐目毛に似た毛色となる。
非常にまれな遺伝子であり、アメリカンクォーターホース、ペイントホース、パソ・フィノ、アンダルシア、ルシターノにのみ現れる。